# Copie conforme (film, 1947)
Pour les articles homonymes, voir Copie conforme.
Pour plus de détails, voir Fiche technique et Distribution.
Copie conforme est un film français réalisé par Jean Dréville en 1946, sorti en salles le 9 juillet 1947.

## Synopsis
La ressemblance étonnante entre un homme insignifiant, Gabriel Dupon, représentant en boutons, et un cambrioleur de grande envergure, le photographe Manuel Ismora, permet à ce dernier de réussir des vols sensationnels. Or Dupon s'éprend de Coraline, la maîtresse d'Ismora qui est séduite par la tendresse du bonhomme. 

## Fiche technique
- Autres titres : Monsieur Alibi et Duplicata
- Réalisation : Jean Dréville, assisté de Wladimir Roitfeld
- Scénario : Jacques Companeez
- Adaptation : Jacques Companeez, Christiane Imbert, Nino Frank, Paul Andréota, Jean Dréville
- Dialogues : Henri Jeanson
- Photographie : André Thomas
- Montage : Jean Feyte
- Musique : René Cloërec (Éditions musicales Robert Salvet)
  - Paroles : Henri Jeanson
  - Chanson : L'amour n'est qu'une comédie, interprétée par Suzy Delair
- Opérateur : Jacques Ripouroux, assisté de Bontemps et Kamensky
- Son : Pierre Bertrand
- Décors : Robert Gys, assisté de Foucher et Chalvet
- Script-girl : Simone Bourdarias
- Régisseur général : Tonio Sune, assisté de Muller
- Régisseur ensemblier : Charroit
- Maquillage : Georges Gauchat
- Photographe de plateau : Robert Joffres
- Administrateur : Canel
- Tournage dans les studios "Paris Studios Cinéma"
- Enregistrement sur Western Electric; Laboratoire Eclair
- Producteur : Jacques Roitfeld,
- Directeur de production : Constantin Geftman
- Producteur délégué : Raymond Borderie
- Société de production : Compagnie industrielle et commerciale cinématographique (CICC)
- Société de distribution :  Les Films Constellation
- Pays d'origine :  France
- Format :  Noir et blanc - 1,37:1 - 35 mm - Son mono
- Genre : Comédie
- Durée : 105 minutes
- Date de sortie :
  - France : 9 juillet 1947
- Numéro de visa : 5204
- Affiche : Roger Rojac (France)

## Distribution
- Louis Jouvet : Gabriel Dupon, représentant en boutons, et Manuel Ismora, photographe et escroc (sous ses déguisements de duc de Niolles, de déménageur et d'Olaf Christiansen, le Norvégien)
- Suzy Delair : Coraline, la maîtresse d'Ismora
- Annette Poivre : Charlotte Bonheur, dactylo et collègue de Gabriel
- Jean-Jacques Delbo : Oscar, un des complices d'Ismora
- Léo Lapara : André, un des complices d'Ismora
- Jean Carmet : un des complices d'Ismora
- Henry Charrett : M. Charles Rodebois, l'acheteur du château
- Madeleine Suffel : Mme Rodebois, la femme de l'acheteur du château
- Jean Diener : le gardien du château
- Jane Marken : Mme Boissac, la concierge de l'immeuble
- Georges Pally : l'inspecteur Laprune
- Raoul Marco : l'inspecteur ami de Laprune
- Robert Seller : le juge d'instruction
- Gaston Dupray : M. Touzat, le patron de Gabriel
- Fernand Rauzena : M. Péroni, l'acheteur de boutons
- Philippe Olive : le réceptionniste de l'hôtel Malridge
- Colette Georges : la fleuriste de l'hôtel
- Jean Morel : M. Sorbier, le bijoutier
- Georges Cusin : Pouzat
- Jean Poc : l'académicien
- Danièle Franconville : une cliente de Manuel Ismora
- Marina : la danseuse du Feu de Bengale
- Louis Vonelly
- Paule Launay